# Jette Behrens
Jette Marie Behrens (* 3. April 2006) ist eine deutsche Fußballspielerin. Von Sommer 2023 bis Sommer 2025 war sie Vertragsspielerin der ersten Mannschaft von Werder Bremen.

## Karriere

### Vereine
Behrens begann beim FC Union 60 Bremen mit dem Fußballspielen, bevor sie im Alter von 13 Jahren in die Jugendmannschaft von Werder Bremen gelangte. Von 2020 bis 2023 kam sie für deren B-Jugendmannschaft in der Staffel Nord/Nordost der B-Juniorinnen-Bundesliga in 39 Punktspielen zum Einsatz, in denen sie acht Tore erzielte. In diesem Zeitraum kam sie in zwei Bundesligaspielen für die erste Mannschaft zum Einsatz. Ihr Debüt im Seniorinnenbereich gab sie am 14. März 2023 (14. Spieltag) bei der 0:2-Niederlage im Heimspiel gegen Eintracht Frankfurt über 90 Minuten. Zu ihrem zweiten Bundesligaspiel kam sie am 2. April 2023 (17. Spieltag) bei der 0:8-Niederlage im Auswärtsspiel gegen den VfL Wolfsburg als Einwechselspielerin zur zweiten Spielhälfte. Am 29. Mai und 11. Juni 2023 kam sie für die in der drittklassigen Regionalliga Nord vertretenen zweiten Mannschaft im Spiel gegen den in der Oberliga Schleswig-Holstein spielenden Kieler MTV und gegen den Ligakonkurrenten Hamburger SV II um den Klassenverbleib bzw. möglichen Aufstieg der Kieler Mannschaft zum Einsatz. In der Folgesaison rückte sie gemeinsam mit ihrer Mitspielerin Lena Dahms in die erste Mannschaft auf. Nach zwei Jahren und fünf Einsätzen verließ Behrens Werder Bremen im Sommer 2025.

### Auswahl-/Nationalmannschaft
Behrens kam als Spielerin der Auswahlmannschaft der Altersklassen U14 des Bremer Fußball-Verbandes vom 30. Mai bis zum 2. Juni 2019 in vier Turnierspielen des Wettbewerbs um den DFB-Länderpokal an der Sportschule Wedau in Duisburg zum Einsatz.
Als Nationalspielerin debütierte sie in der U16-Nationalmannschaft, die am 9. November 2021 in Haderslev das in Freundschaft ausgetragene Länderspiel gegen die U16-Nationalmannschaft Dänemarks mit 2:1 gewann. Ihr zweites Länderspiel fand zwei Tage später an selber Stätte gegen dieselbe Mannschaft statt und wurde ebenfalls mit 2:1 gewonnen.

## Erfolge
- DFB-Pokal-Finalistin: 2024/25 (ohne Einsatz)